# Martin Schoock
Martin Schoock (1er avril 1614 - 1669) est un universitaire néerlandais.

## Biographie
Martin Schoock naît en 1614 à Utrecht, dans une famille remonstrante. Il apprend le latin avec son grand-père Anton van Voorst, puis fait des études de droit à Franeker, peut-être de théologie et de philosophie à partir de 1632 à Leyde avec Antonius Walaeus et certainement de philosophie à Utrecht, avec pour enseignant Henri Reneri, ami de Descartes. Il obtient un doctorat de philosophie sous la direction de Gisbertus Voetius, vers 1636. 
Vers 1638, il devient professeur de littérature classique, de rhétorique et d'histoire à l'Athenaeum Illustre de Deventer, puis en 1640 professeur de logique et de physique à l'université de Groningue. Il est dès ses débuts, probablement le protégé de Gysbertus Voetius, pour qui il écrivit contre les remontrants et les catholiques avant même sa nomination à Utrecht ; et après la publication de la Epistola ad P. Dinet de Descartes, il fut entraîné dans le conflit entre Descartes et Voetius.  Il publie en 1643 Philosophia Cartesiana, sive admiranda methodus novae philosophiae Renati Descartes. Le livre contient de graves accusations, notamment celle selon laquelle Descartes serait un second Vanini, exécuté en 1619. Descartes s'est plaint d'avoir été diffamé par Schoock qui reconnaît qu'il n'a que très peu participé à l'écriture de cet ouvrage dont l'auteur selon lui est Voetius. 
Acculé, Voet a accusé Schoock ce qui l'a conduit en 1645 en prison, et à une rupture irréconciliable. L'amertume qui en a résulté a duré toute une vie et Voet en est venu à symboliser pour Schoock, non seulement un ennemi personnel, mais aussi une vision du monde d'une rigueur déplacée, un « pseudo-précisionisme » qu'il a longuement attaqué dans son De praecisitate vera de 1658,.  
En 1666, poursuivi par des problèmes financiers et une réputation méritée d'alcoolisme, il s'enfuit à Francfort-sur-Oder, où il est nommé historien officiel de l'électeur de Brandebourg et professeur à l'université de Francfort-sur-Oder. Il y meurt en 1669.
Philosophiquement, Schoock est aristotélicien, mais il est difficile de donner à son œuvre une caractéristique d'ensemble. Très intéressé par les problèmes pratiques, il laisse un Traité des tourbes, un Éloge de la surdité, un traité De la poule et de l’œuf et un autre sur L'Aversion au fromage.

## De sternutatione
Le De sternutatione copiosus de 1664 traite traite à la fois de des aspects médicaux et culturels des éternuements ; en particulier des coutumes de bénédiction des éternuements.
Cet ouvrage fait suite à un ouvrage du médecin et professeur de l'Université de Wittemberg, Conrad Victor Schneider (1614-1680) : dans son Osse cribriformi de 1655, puis dans son De catarrhis de 1660-62 et 1664, Schneider démontre que le nez, comme on le croyait depuis Hippocrate et Galien, n'est pas l'émonctoire du cerveau (d'où l'expression de « rhume de cerveau »). La révocation de cette théorie dite «  catarrhale  », si elle n'est pas entérinée par l'ensemble du corps médical, autorise déjà une modification de la théorie des éternuements, réalisée par le traité de Schoock de 1664. C'est un témoignage intéressant sur le changement d'opinion au contact de l'œuvre de Schneider. 
Le De sternutatione copiosus est commenté dans le premier numéro du Journal des savants de Denis de Sallo , de janvier 1665. Le Journal annonce que le traité a déjà été publié 15 ans plus tôt (De sternutatione tractatus de 1649, œuvre disparue) et que l'auteur en 1664 a complètement changé d'opinion,:

« MARTINI SCHOOCKII DE STERNUTATONE.
Amftelodami.
COmme perſonne n’a juſques à preſent eſcrit de cette matiere, ce traité ne peut eſtre que tres deſiré. Il eſt vray qu’il a deſja eſté imprimé, il y a environ 15 ans mais cela n’empeçche pas que cette edition ne puiſſe paſſer pour nouvelle : puis qu’elle eſt beaucoup plus ample que la premiere, & que l’Autheur y a changé entierement d’opinion. Car au lieu qu’il tenoit dans la premiere edition que l’eſternuëment vient de l’irritation du cerveau, qui taſche de chaſſer par le nez quelque matiere acre & picquante, enfermée principalement dans ſes ventricules ; il tient dans cette derniere edition, que l’eternuëment vient ſeulement de l’irritation de la membrane inferieure des narines ; qui eſtant fort ſenſible, ne peut rien ſouffrir qui l’incommode, & s’efforce par une contraction violente de s’en deſlivrer, ſans que le cerveau y concoure aucunement. Ce font les raiſons que Scheneiderus allegue pour prouver que l’os etmoïde n’eſt pas percé, qui ont obligé cet Autheur à changer d’avis.
Mais quelques-vns croient, qu’il euſt mieux fait de demeurer dans ſa premiere penſée. Car premierement l’autopſie enſeigne qu’il ſe trouve parfois dans les ventricules du cerveau une matiere aqueuſe, capable de cauſer cette irritation. De plus Riolan, Bartholin, du Laurent ; en un mot, tous les plus habiles Anatomiſtes remarquent quelques trous ou fentes dans l’os etmoïde, par où le cerveau ſe peut deſcharger. Enfin ſi ny l’air, ny les odeurs ne ſe portent point au cerueau, manque de paſſage, ainſi qu’il l’enſeigne : d’où vient que les odeurs trop fortes cauſent une douleur de teſte ? A. quoy ſerviront les nerfs olfactoires ? Où mettra t’on l’organe de l’odorat ? Ou ſi l’on penſe le mettre dans les narines, quelle communication y aura-t’il de ce ſens externe avec le commun. »

Le De sternutatione de 1649 ayant été perdu on ne peut que s'en faire une idée par un large extrait cité dans le De sternutatione copiosus de 1664 :
« Sternutatio est vehemens Cerebri motus cum sono, pendens ab expultrice cerebri et nasi, stimulata a flatuoso spiritu humoreque acri, sive sensibili, sive minus apparente, ad hoc institutus, ut anteriores cerebri ventriculi vellicante illa et stimulante materiae liberentur »
« L'éternuement est un mouvement violent et bruyant du cerveau, déclenché par la faculté expulsive du cerveau et du nez, lorsqu'ils sont piqués par un esprit gazeux et une humeur amère ; le but de l'éternuement est de libérer les ventricules antérieurs du cerveau de cette matière irritante. »
— traduction depuis l'anglais dans Ossa-Richardson 2013
Le texte de remplacement en 1664:
« Sternutamentum est materiae spirituoso-aqueae, collectae inter tunicam pituitariam, sive, per membranam narium, sive, ab intra extimulatam, valida expressio, clare sonans, quod per confectus eiusdem tunicae poros et anfractuosos narium meatus variis modis frangatur et collidatur, naturaliter ut plurimum variis animalibus, potissimum vero homini, accidens, ut molestia materiae vellicantis, tunicae illi inhaerentis, liberari possint. »
« L'éternuement est une puissante expulsion d'une matière gazeuse et aqueuse accumulée dans la tunique pituitaire lorsqu'elle est stimulée soit par la membrane du nez, soit de l'intérieur ; il fait un bruit fort car il est diversement frappé et brisé en passant à travers les pores de la tunique et les enroulements des narines, se produisant naturellement comme chez de nombreux animaux et surtout chez l'homme, afin que la matière irritante collée à cette tunique puisse être éliminée. »
— traduction depuis l'anglais dans Ossa-Richardson 2013
Schoock tient un discours opposé à son ancien complice et désormais ennemi, Voetius (1589-1676) qui avait lui aussi tenu débat sur la superstition, , abordant en appendice, le thèmes des éternuements.

## De buthiro
Le De buthiro, traité du beurre, est commenté dans le premier numéro du Journal des savants du 30 mars 1665:

« MARTINI SCOOCKII TRACTATUS DE
Buthiro. Acceſſit eiuſdem diatriba de averſatione caſei. In 12. Groninge, & se trouve à Paris chez R. Ninville, ruë de la Harpe.
CE traité du beurre eſt ſi exact, que Monfieur Scoockius pourroit deffier les plus ſubtils de faire aucune queſtion ſur cette matiere, qui ne ſe trouve decidée dans ſon livre. Il commence par propoſer tous les differens noms Hebreux, Grecs, Latins & Allemands qu’on a donné au beurre : & il en recherche les etymologies avec beaucoup de ſoin. En ſuitte il examine ſi le beurre eſtoit deſia connu du temps d’Abraham, & ſi ce fut de ce mers qu’il regala les trois pelerins qu’il retira chez luy. Si Barzilai fit auſſi preſent de beurre ou d’autre choſe à David, lors qu’il fuyoit devant ſon fils Abſalon. De là il vient aux Scythes, & recherche dans l’antiquité de quelle maniere ils faiſoient le beurre, pour en faire comparaiſon avec celle qui eſt maintenant pratiquée en Hollande. Puis il conſidere les diverſes couleurs qu’on donne au beurre, ou celles qu’il prend de luy-meſme, & enſeigne de quelle maniere & par quel art on luy peut rendre ſa couleur naturelle. Il monſtre auſſi comment il faut battre le beurre, & comment il le faut ſaller. Apres quoy il donne des preceptes pour corriger toutes les maladies qui y peuvent ſurvenir. Il fait encore le denombrement des pays qui en abondent ou qui en manquent. Et il nous apprend qu’il eſt plus rare dans les pays chauds que dans les froids. Que c’eſt pour cette raiſon qu’on en trouve ſi peu dans la Caſtille, qu’il n’y eſt en vſage que pour les ulcerez. Er il pretend que ſans l’induſtrie des Hollandois, il n’y en auroit point aux Indes. Enfin cette matiere eft traitée dans ce livre avec tant de ſcrupule & tant de crainte d’oublier quelque choſe, que M. Scoockius apres s’eſtre épuiſé de la maniere que nous venons de dire, met encore à la fin de ſon livre un Chapitre, dans lequel il traite Iz. problêmes touchant le beurre : où entre autres importantes queſtions, il parle de la difference qu’il y a entre le lait des vaches noires & celuy des autres. Et pour corollaire, il voudroit perſuader qu’il n’y a point de meilleur moyen pour conſeruer les dents & les avoir belles, que de les frotter tous les matins de beurre. Mais cet opiat n’eſt gueres moins dégouſtant que celuy des Eſpagnols, qui ſe les lavent tous les matins avec de l’urine.
Quelques-vns pourront ſe mocquer de la diligence avec laquelle ce ſuiet eſt traité. Mais en Hollande la choſe n’est pas receuë de meſme, & eft priſe fort ſerieuſement. Auſſi le beurre fait-il les delices de ce Pays : en forte que les Hollandois ſont appellez dans tout le Monde, Bouter-boutre, c’eſt à dire Mangeurs de beurre. Et l’uſage de ce mets y eſt mefine conſideré comme un des principaux fondemens de leur Eſtat : puiſque quand on demande aux Hollandois comment ils ont pû faire pour uſurper le commerce des Indes & des pays les plus eſloignez, au preiudice des autres nations ? ils reſpondent, que c’eſt parce qu’ils ne mangent que du beurre. apres quoy il ne faut pas s’eſtonner s’ils traitent ce ſuiet comme une matiere tres-importante.
Monfieur Scoockius auroit creu que ſon traité du beurre auroit eſté imparfait, s’il n’y avoit ioint un autre traité du fromage, & de la cauſe de l’adverſion que quelques perſonnes en ont. Il pretend que cette averfion vient de ce que quand une nourice devient groſſe, ſon lait s’eſpoiſſit, s’engromelle, & ſe tourne comme en fromage ; de ſorte que l’enfant qui eſt encore à la mamelle, n’y trouvant plus ny la ſaueur, ny la nouriture accouſtumée, s’en dégouſte aiſement, ſe ſévre de luy-meſme, & en prend une averſion ſi forte, qu’il la conſerve tout le reſte de ſa vie. Il auoit paru une edition de ces deux traitez dés l’année 1658. mais elle evt tres-imparfaite en comparaiſon de celle-cy. »

## Ouvrages
- (la) Martinus Schoock, De Sternutatione tractatus copiosus, Vanden Berge, 1664 (lire en ligne)
- (la) Martinus Schoock, M. Schoocki Tractatus de Butyro : accessit ejusdem Diatriba de aversatione casei. Hac altera editone aucta et vindicata, Vanden Berge, 1664 (lire en ligne)
- , etc.